# North Nanaimo (circonscription britanno-colombienne)
Pour les articles homonymes, voir Nanaimo (homonymie).
Circonscription électorale provinciale du Canada
North Nanaimo est une ancienne circonscription provinciale de la Colombie-Britannique représentée à l'Assemblée législative de la Colombie-Britannique de 1894 à 1903.

## Liste des députés
| Législature                                               | Années                         | Député                         | Député                         | Parti                          |
| North Nanaimo Issue de Nanaimo                            | North Nanaimo Issue de Nanaimo | North Nanaimo Issue de Nanaimo | North Nanaimo Issue de Nanaimo | North Nanaimo Issue de Nanaimo |
| --------------------------------------------------------- | ------------------------------ | ------------------------------ | ------------------------------ | ------------------------------ |
| 7e                                                        | 1894–1898                      |                                | John Bryden                    | Gouvernement                   |
| 8e                                                        | 1898–1900                      |                                | John Bryden                    | Gouvernement                   |
| 9e                                                        | 1900–1903                      |                                | William Wallace Burns McInnes  | Libéral indépendant            |
| Circonscription de Nanaimo City, Newcastle et The Islands |                                |                                |                                |                                |